# Peter Groh (Fußballspieler)
Peter Groh (* 28. August 1975) ist ein ehemaliger deutscher Fußballspieler.

## Sportlicher Werdegang
Groh begann mit dem Fußballspielen beim SSV Reutlingen. Über die Jugendabteilung der Stuttgarter Kickers kam er zur Nachwuchsabteilung des VfB Stuttgart. 1994 wechselte der Nachwuchsmann zum FC Homburg in die 2. Bundesliga, unter Trainer Ulrich Sude kam er am zweiten Spieltag der Spielzeit 1994/95 beim 3:1-Erfolg gegen den FSV Zwickau als Einwechselspieler für Tobias Homp kurz vor Spielende zu seinem Profidebüt. Nachdem er anschließend ins zweite Glied gerückt war, bestritt er erst nach dem vorzeitig feststehenden Abstieg in die Regionalliga in den letzten vier Saisonspielen weitere Spielminuten.
Im Sommer 1995 kehrte Groh daraufhin dem Saarland den Rücken und wechselte zum SV Bonlanden in die viertklassige Oberliga Baden-Württemberg. Unter Trainer Peter Starzmann bestritt er an der Seite von Ex-Profi Ralf Vollmer und Alexander Zorniger elf Saisonspiele, ehe er zum TSV Ofterdingen weiterzog. Dort blieb er ebenfalls nicht lange, bereit 1997 wechselte er zum VfL Halle 1896 in die Oberliga Nordost. Zwei Jahre später stieg er mit der Mannschaft in die Regionalliga Nordost auf, im selben Jahr gewann er mit der Mannschaft den Sachsen-Anhalt-Pokal.
2001 kehrte Groh in den baden-württembergischen Amateurfußball zurück, wo er zunächst sechs Spielzeiten beim SV 03 Tübingen und anschließend dem VfL Nagold spielte, ehe er 2009 zu Young Boys Reutlingen wechselte. 2013 wechselte er zur SG Reutlingen, von wo er zur zweiten Mannschaft des SSV Reutlingen ging. In der Saison 2016/17 spielte er für die 2. Mannschaft der Young Boys Reutlingen, wo er auch als Co-Trainer arbeitete. Für Young Boys Reutlingen bestritt er insgesamt 83 Spiele. Dabei machte er Anfang 2013 in der Regionalpresse Schlagzeilen, als ein Spielerwechsel wegen zu beanstandender Formalia eine längerfristige Sperre nach sich zog. Hauptberuflich ist er als Versicherungsvermittler tätig.